# ТЕС Такета (VPower)
16°48′59″ пн. ш. 96°13′28″ сх. д. / 16.81639° пн. ш. 96.22444° сх. д.
ТЕС Такета (VPower) – теплова електростанція на півдні М’янми, у найбільшому місті країни Янгоні.
В 2019 році китайські компанії VPower та China National Technical Import & Export виграли конкурс на реалізацію проекту регазифікаційного терміналу Танхльїн, імпортований через який зріджений природний газ мав використовуватись для живлення двох нових ТЕС. Враховуючи великий дефіцит електроенергії, станції необхідно було створити у надзвичайно стислі строки, що було можливим лише при використанні генераторних установок на основі двигунів внутрішнього згоряння. 
Однією із зазначених станцій стала ТЕС Такета, яку розмістили безспосередньо в межах Янгону поряд з майданчиками державної ТЕС Такета (діє з 1990 року, 92 МВт, парогазовий блок), ТЕС Такета від компанії Max Power (2013 рік, 50 МВт, двигуни внутрішнього згоряння), ТЕС Такета від CIC (2015 рік, 54 МВт, двигуни внутрішнього згоряння) та ТЕС Такета компанії U Energy (2018 рік, парогазовий блок).
Майданчик VPower у Такета почав роботу у 2020 році зі двома типами генераторних установок:
- біля ста вісімдесяти установок Rolls-Royce MTU 4000 загальною потужністю 284 МВт;
- 8 генераторних установок Wärtsilä 50SG загальною потужністю 145 МВт.
За іншими даними, сукупна потужність ТЕС Такета від VPower становить 475 МВт.
Видача продукції відбувається по ЛЕП, розрахованій на роботу під напругою 230 кВ.
На початку 2021-го у М’янми стався військовий заколот, що призвело до погіршення економічної ситуації та валютної кризи. Як наслідок, у липні того ж року ТЕС Такета від VPower була змушена припинити роботу через неможливість закупівлі ЗПГ.